# Piper nudibaccatum
Piper nudibaccatum là một loài thực vật có hoa trong họ Hồ tiêu. Loài này được Y.Q. Tseng miêu tả khoa học đầu tiên năm 1979.